# Villard-Saint-Sauveur
 Villard-Saint-Sauveur  es una población y comuna francesa, situada en la región del Franco Condado, departamento de Jura, en el distrito de Saint-Claude y cantón de Saint-Claude (Jura).

## Demografía
| 426 | 388 | 423 | 547 | 588 | 655 |
| Para los censos de 1962 a 1999 la población legal corresponde a la población sin duplicidades (Fuente: INSEE [Consultar]) |     |     |     |     |     |